# Abbey Road (албум)
“Abbey Road” је једанаести студијски албум британског рок састава „Битлси“. Хронолошки, овај албум је последњи сниман, док је наредни албум, Let It Be, последњи објављен, но материјал (изузев у неколицини случаја) датира од пре снимака за албум “Abbey Road”. Продуцирао га је Џорџ Мартин, а студијски инжењер је најчешће био Џеф Емерик.
Иако су почетне реакције критике била помешане, данас се сматра да је “Abbey Road” велики комерцијални и музички тријумф „Битлса“, који је на симболичан начин заокружио епоху ове групе, неколико месеци пре њеног званичног распада. Песме обилују употребом тада напредних техничких средстава: Муг синтисајзер, Лесли звучник, и тада веома напредна осмоканална машина за снимање.

## Позадина
Ситуација у компанији “Apple”, која је била у власништву групе, била је катастрофална током 1969. године, те се она налазила на ивици банкрота. Различита виђења њене будућности су изазвала раздор између Ленона, подржаног Харисоном и Старом са једне стране, и Макартнија са друге. Покушавши да смири тензије, управо је Макартни решио да преломи незгодну ситуацију, те је позвао Џорџа Мартина и рекао да жели да заједно ураде још један албум, „баш као што су то некад чинили“. Мартин је упитао Макартнија за Леноново мишљење, нарочито имајући у види да је овај већ напомињао да би могао да иступи. „Ако се ми будемо окупили, и Џон ће са нама“, одговорио је Макартни, на шта се Мартин сагласио да се отпочне још један пројекат. Деценијама касније, тројица преосталих „Битлса“ су у интервју-у за The Beatles Anthology истицали како су били веома свесни да то може бити њихов последњи албум. Мада је интензивни рад на "Abbey Road"-у отпочео у мају 1969. године, поједини снимци су реализовани већ у фебруару, непосредно по окончању (тада још недовршеног) рада на албуму Let It Be., а на њима је присутан и пређашњи гостујући клавијатуриста, Били Престон, кога ће „Битлси“ и касније током пројекта често ангажовати. После тога, група одлази на кратак распуст, током кога су се Ленон и Макартни оженили. Управо њих двојица улазе 14. априла у студио, када за потребе сингла снимају песму "The Ballad of John and Yoko", коју је Ленон написао током меденог месеца са својом новом супругом, Јоко Оно Ленон. Конструктиван рад двојице музичара на овом синглу (Макартни је поред баса, свирао и бубњеве, а Ленон соло-гитару, јер Харисон и Стар нису били присутни) је допринео делимичном поправљању односа у групи уопште.

## Продукција

### Рад у студију
За разлику од претходна два пројекта, који су обиловали несугласицама, свађама и отвореним расправама о разиласку групе, рад на "Abbey Road"-у је прошао углавном у складној атмосфери. Многи сведоци, попут главног инжењера звука, Џефа Емерика, истичу како се у студио вратио другарски и креативни дух. Џорџ Харисон, који је претходне године објавио самостални албум са електронском музиком, набавио је и донео у студио Муг синтисајзер, који ће упркос почетним практичним проблемима (нико није знао како да га програмира) бити интензивно коришћен на неколицини песама. Харисон, чије ауторске песме су годинама биле мета критика и подсмеха Ленона и Макартнија, почео је постепено да добија признање водећег двојца групе, те ће се на новом остварењу наћи две његове песме ("Something" и "Here Comes the Sun"). Ринго Стар, чија се дебитантска ауторска песма нашла тек на „Белом албуму“, такође је као композитор заступљен и на овом издању са једном песмом ("Octopus's Garden"). Продуцент Џорџ Мартин и инжењер Џеф Емерик, који су се током претходна два пројекта често самоиницијативно искључивали из рада, сада су поново узели веома активно учешће у продукцији, али поред њих, у том аспекту албума радили су још Фил Макдоналд, Џеф Џерат, Глен Џонс, Бери Шефилд, Тони Кларк и Џон Карлендер.

### Назив и омот
За разлику од већине претходних албума који су називе добијали у раној фази продукције, "Abbey Road" је именован тек пред крај студијског рада, а према идеји Пола Макартнија. Радни назив албума је био „Еверест“, према марки цигарета које је пушио Џеф Емерик, а на чијој паклици се налазила слика Монт Евереста коју су чланови групе волели. Тај концепт је „Битлсима“ дао идеју да изнајме приватни авион до Хималаја и тамо се фотографишу, но касније су се одлучили за скромнију варијанту. Стога, за потребе омота, „Битлси“ су се фотографисали како прелазе улицу Abbey Road у Лондону, где се налази и њихов истоимени студио компаније „ЕМИ“. Чланови групе су одевени у потпуно различитим стиловима и фотографисани су из профила.
Овај омот је нашао примену и код многих других албума, те у поп-култури уопште.

### Коначни музички концепт
Интересантно је да једини пут у каријери, неки албум „Битлса“ почиње са пет песама, од којих су четири од различитих аутора- Леноновим "Come Together", Харисоновим "Something", Макартнијевим "Maxwell Silver Hammer" и "Oh, Darling!"; и Старовим "Octopus`s Garden".
Генерално речено, А-страна садржи одвојене и жанровски различите песме, што је концепт који је више одговарао Леноновом афинитету.
На другој страни се, у складу са Макартнијевим концептом, (са изузетком песама "Here Comes The Sun" и "Because") уместо индивидуалних песама налази један дуги „потпури“, тј. све песме су спојене у једну дугу целину.

## Песме

### А-страна и прве две песме Б-стране

#### Come Together
Ову песму, написао је Ленон за потребе политичке кампање хипи-гуруа Тимоти Лирија, који се на изборима за гувернера Калифорније успротивио Роналду Регану. Оригинална верзија је гласила "Come Together, Join The Party". Музички је базирана на старијем хиту Чака Берија "You Can`t Catch Me", и требало је да буде у знатно бржем темпу, међутим, успорена је на Макартнијево инсистирање. Снимљена је у јулу 1969, а заједно са наредном нумером, обрела се и на засебном синглу, што је преседан у раду „Битлса“, који су избегавали да песме са албума објављују на засебним издањима.

#### Something
"Something" је Харисонова балада, коју је Ленон сматрао најбољом нумером на албуму, а многи критичари су је сматрали и најбољом Харисоновом композицијом икада написаном. Многи други музичари, попут Френка Синатре, Елвиса Преслија и других објавили су сопствене верзије овог хита. Сам Синатра је изјавио да је то најбоља љубавна балада свих времена, иако је дуго погрешно веровао да су је написали Ленон и Макартни. Харисонова тадашња супруга, Пети Бојд је изјавила да је та песма посвећена њој, што је сам Харисон негирао, тврдећи да је једноставно желео да напише композицију у стилу Реја Чарлса. Нумера је снимана у септембру и октобру 1969, те је означила хронолошки последње учешће клавијатуристе Билија Престона, који је свирао Хемонд оргуље.

#### Maxwell's Silver Hammer
Макартни је написао ову нумеру, желећи да она доспе на сингл. Томе су се успротивили остали чланови, који су тврдили да је група потрошила превише новца и студијског времена за нешто што је квалитативно давало веома слабе резултате. Песма је прилично прозаична и на шаљив начин описује младог убицу, који лишава живота своју девојку, наставника и (када је ухапшен) судију. Сам Макартни је истицао да је у наслову реч о интерном жаргону, који подразумева ситуацију у којој нешто полази погрешно. Иако неки демо-снимци датирају из претходног пројекта (сама песма се касније појавила и у филму "Let It Be"), за потребе овог албума, нумера је снимана у јулу и августу 1969. године. По редоследу је прва на којој се појављује Муг синтисајзер (свира га Макартни), док Хемонд оргуље свира Џорџ Мартин.

#### Oh, Darling!
Ову Макартнијеву баладу најпре је требало да пева Ленон, али се касније испоставило да аутор песме има погоднији глас. "Oh, Darling!" је написана под утицајем музике 1950их, са приметним упливима џеза. Такође је извежбавана већ током претходног пројекта, но коначна верзија је снимљена у априлу 1969. У резервној варијанти (која се појављује на компилацији "Anthology 3"), Били Престон свира Хемонд оргуље.

#### Octopus`s Garden
Једина песма Ринго Стара на албуму (и једна од укупно две бубњареве песме у групином опусу) идејно је настала током његовог привременог напуштања бенда и одласка на Сардинију у августу 1968. године, а под утиском морског света са којим се тамо сусрео (наводно се Стар одушевио октоподима током разговора са капетаном једне јахте). Идеју је најпре презентовао Харисону током рада на албуму Let It Be, а гитариста му је и помогао да се нумера конципира до краја. Снимана је у априлу и јулу 1969. године

#### I Want You (She`s So Heavy)
Ово је једна од малобројних хард рок песама „Битлса“, којом се иначе закључује А-страна на ЛП-издању. Написао ју је Ленон, под утицајем сопствене опсесије својом (каснијом) супругом Јоко Оно. Прва извежбавања ове песме такође датирају из претходног пројекта. Као и у многим зрелим песмама групе, у њој и Харисон и Ленон свирају соло-гитаре (односно не постоји ритам-гитариста у пуном смислу те речи). Били Престон се поново појављује на Хемонд оргуљама.
Оно што је типично за ову песму, јесте дуготрајна кода са „тешким“ гитарским рифом која укључује ефекат ветра, који је Ленон произвео на Муг синтисајзеру. Завршни рад на овој нумери у септембру 1969. године је последњи допринос све четворице „Битлса“ раду групе (неколико дана касније, Ленон је приватно напустио бенд).

#### Here Comes The Sun
Друга и последња Харисонова песма на албуму настала је у пролеће 1969. године, када је гитариста отишао код свог најбољег пријатеља, Ерика Клептона. Харисон је истицао како су се поклопиле две инспирације током рада на овој композицији: пролеће, које после многобројних кишних месеци доноси сунце, што према његовим речима, много значи Британцима; те одлука да уместо на један од многобројних суморних пословних састанака у компанији „Епл“ оде код свог пријатеља. Снимање је протекло без Ленона, који је у то време био у болници после саобраћајне несреће у Шкотској. После заједничког снимања тројице чланова групе у јулу 1969. године, у августу је већи део постпродукцијског посла обавио сам Харисон, који такође овде свира и Муг синтисајзер. Много година касније, Џорџ Мартин и Харисонов син, Дани, открили су да је током продукције (вероватно грешком) потпуно утишан, а касније и сасвим изостављен соло на електричној гитари, који је тек недавно учињен доступним широј јавности. Када је свемирски брод Војаџер послат на интергалактичко путовање, носећи „златну плочу“ са најразличитијим композицијама са Земље, Карл Саган је инсистирао да се ова нумера обавезно нађе као својеврсна планетарна химна. Иако су се сви „Битлси“ сагласили са тиме, компанија „ЕМИ“ се успротивила, па се ова песма ипак није нашла у избору.

#### Because
Ова нетрадиционална композиција настала је тако што је Ленон слушао Јоко Оно, која је свирала Бетовенову „Месечеву сонату“ на клавиру и замолио ју је да акорде свира ретроградно. Потом их је записао и додао ламентирајући текст. Генерални концепт песме доноси у основи три висока гласа (Ленон, Макартни и Харисон), који су студијски мултиплицирани у већи вокални ансамбл. Инструментално, у овој песми се још појављују електрично чембало (Мартин), гитара (Ленон) и Муг синтисајзер (Харисон).

### Потпури
Остатак албума чине искључиво песме повезане у један дуги и готово непрекидни низ. Наиме, "Битлси" су имали велики број песама које би остајале недовршене, те су Макартни и Мартин дошли на идеју да их укомбинују, иако се томе донегде противио Ленон. На великој већини ових нумера, група је радила у свом стандардном саставу, с тим што је појединим композицијама придодат симфонијски оркестар, за који је аранжман урадио Џорџ Мартин.

#### You Never Give Me Your Money
Ова Макартнијева песма се састоји из три потпуно различита дела: молске клавирске баладе, брзог буги-вуги одсека у средини, те закључног рок-инструментала.
Иако је начелни договор био да се пословни проблеми оставе по страни током рада на овом албуму, Макартни је посветио нумеру Алану Клајну, њујоршком адвокату, који је већ био менаџер групе "Ролингстонси", а кога су Ленон, Оно, Харисон и Стар радо видели као трајног наследника Брајана Епштајна на месту менаџера самих „Битлса“. Макартни га је, пак, доживљавао као „човека који није показивао новац, већ само гомилу смешних папира“. На овој песми, група је радила током маја, јула и августа 1969. године.

#### Sun King, Mean Mr. Mustard и Polythene Pam
У наставку потпурија ређају се три различите Ленонове нумере. Иако је Ленон сам тврдио да је балада "Sun King" обично „ђубре“ настало насумичним ређањем речи на псеудо-романским језицима (као што су шпански, италијански и португалски) у комбинацији са неколико бесмислених фраза на енглеском, неки историчари наводе да је вероватна инспирација за саму песму књига „Краљ Сунце“ (о Лују XIV) коју је написала Ненси Милфорд 1966. године, а коју је Ленон вероватно прочитао. Заједно са наредном композицијом, снимана је крајем јула 1969. године
Мада су неки историчари претпостављали да песма "Mean Mr. Mustard" има везе са кокаином, Ленон је то оповргао, тврдећи да је инспирација била репортажа о извесном сиромашном човеку, који је сакривао новац у сопственом ректуму. Песма је компонована још у првој половини 1968. године, док су „Битлси“ били у Индији. У другој половини песме, као лик се појављује и сестра главног јунака, Пем, која је главни актер наредне нумере.
Иако је номинално повезана са радњом претходне нумере "Polythene Pam" има сасвим другачију позадину. Посвећена је једној раној обожаватељки „Битлса“ са почетка 1960их, која се звала Пет (не Пем) и имала је необичан стил понашања: јела је полиетилен. Песма је снимљена и спојена истовремено са наредном, крајем јула 1969. године.

#### She Came In Through The Bathroom Window
Још једна композиција посвећена опседнутим обожаватељкама групе, коју је овог пута написао Макартни. Реч је наводно о особи по имену Дајана Ешли, која се ушуњала у Макартнијево двориште у Лондону, послужила се његовим мердевинама, упала у кућу кроз прозор од купатила, а потом украла музичару вредну слику, на којој се вероватно налазио његов отац.

#### Golden Slumbers
За текст ове баладе, Макартни је искористио љубавну поему елизабетанског песника Томаса Декера. Песма је снимана готово у исто време када и "Here Comes The Sun", те Ленон из истог разлога није био присутан (био је у болници). Стога, овде Харисон свира бас-гитару, Макартни клавир, а Стар бубњеве. То је уједно и прва песма на албуму која укључује и симфонијски оркестар.

#### Carry That Weight
Још једна Макартнијева песма посвећена пословним проблемима групе, овог пута из перспективе ауторовог личног мишљења. Интересантно је да садржи клавирски мотив из тематски сличне "You Never Give Me Your Money", који се сада јавља у дувачком оркестру, а потом га преузимају хармонизовани гласови. Уводни одсек ове песме певају унисоно сва четворица члана групе, што је била изузетна реткост. Нумера је снимана у јулу и августу 1969. године.

#### The End
Песму, која је требало да означи симболичан и музички опроштај „Битлса“ од публике, написао је Макартни. После енергичног увода, следи бубњарска солажа - на коју је Стар иначе нерадо пристао. Потом, сва преостала тројица чланова групе „размењују“ гитарске солаже. Интересантно је да су многи посведочили о томе како се у студију осетила атмосфера из почетних година рада групе, те да је чак Ленон накратко удаљио Јоко Оно из студија. Закључни део композиције доноси Макартнијеве акорде на клавиру и опроштајни стих.

#### Her Majesty
Ова Макартнијева недовршена песма није уопште требало да се нађе ни на каквом издању. Конкретно, реч је о делу нумере која је требало да се појави између песама "Mean Mr. Mustard" и "Polythene Pam" и на брзину је снимљена почетком јула 1969. године. Песма је својеврсан шаљиви љубавни наклон британској краљици. Када су крајем јула „Битлси“ одлучивали које песме ће ући у потпури, Макартни је затражио од постпродукцијског инжењера Џона Карлендера да избаци ову песму. Међутим, како је он био противник избацивања било чега, одлучио је да по окончању песме "The End" направи 20 секунди паузе на мастер-траци, после чега је ипак додао 23 секунде дугу "Her Majesty". Мада је у неким каснијим верзијама албума ова песма изостављана, Макартни се сагласио са њеном употребом, те се она задржала на већини верзија.

## Успеси и критике
Многи критичари сматрају овај албум највећим остварењем „Битлса“, како концепцијски, тако и по видним музичким сазревањима. Упркос тешкој пословној ситуацији и поремећеним личним односима, већина песама је неуобичајено ведра, уз игнорисање међусобних несугласица чланова групе. Албум је објављен 26. септембар 1969. године у Великој Британији и четири дана касније у САД. Већ 4. октобра, пробио се на прво место топ листа и тамо остао једанаест недеља за редом. После поновног ЛП-издања у 21. веку, албум је од 2010. до 2012. био најпродаванији винил на свету.
Почетне критике су коментарисале како албум садржи превише извештачен звук, да није оригиналан, те му нису давале нарочито високе оцене. Појединци су оцењивали како су се различити аутори у групи превише удаљили једни од других. Али, у ретроспективном погледу, већина професионалних критичара прогласила је "Abbey Road" једним од најзначајнијих албума свих времена. На „Ролингстоновој“ листи 500 најбољих албума, ово издање је заузело четрнаесто место, што је пак тек четврти најбољи пласман самих „Битлса“ (на петом месту се налази албум Rubber Soul, на трећем Revolver, а на првом Sgt. Pepper's Lonely Hearts Club Band ).